# تحلیل فی‌البداهه
در تحلیل فی‌البداهه، به صرف وقوع یک رویداد، قانونی برای آن وضع می‌شود. این نوع تحلیل در جایی که یک رابطه علی جست نمی‌شود، به‌ویژه گمانه‌زنی‌های پزشکی، به‌کار می‌رود. ممکن است این نوع تحلیل غلط یا مغالطه باشد.

## نمونه‌ها
- تمامی اعداد فرد، عدد اول هستند. (اگر فقط اعداد ۱ تا ۸ دیده شده باشند صحیح است)
- نوشیدن چای پس از غذا باعث سرطان مری است.
- خورشید پس از بانگ خروس طلوع می‌کند، پس دلیل طلوع خورشید، بانگ خروس است.